# Florentinus Sului Hajang Hau

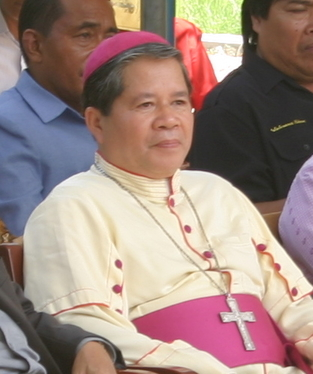
Florentinus Sului Hajang Hau

Florentinus Sului Hajang Hau MSF (* 11. Dezember 1948 in Tering; † 18. Juli 2013 in Jakarta) war ein indonesischer Ordensgeistlicher und römisch-katholischer Erzbischof von Samarinda.

## Leben
Florentinus Sului Hajang Hau trat der Ordensgemeinschaft der Missionare von der Heiligen Familie bei und empfing am 16. Februar 1976 die Priesterweihe.
Papst Johannes Paul II. ernannte ihn am 5. April 1993 zum Bischof von Samarinda. Der Bischof von Palangkaraya, Yulius Aloysius Husin MSF, weihte ihn am 21. November desselben Jahres zum Bischof; Mitkonsekratoren waren Hieronymus Herculanus Bumbun OFMCap, Erzbischof von Pontianak, und Wilhelmus Joannes Demarteau MSF, Altbischof von Banjarmasin.
Mit der Erhebung zum Erzbistum am 29. Februar 2003 wurde er zum Erzbischof von Samarinda ernannt.